# Jonathan Collier
Jonathan Collier (* 19. března 1961) je americký televizní scenárista známý především díky své práci na seriálech Simpsonovi, Můj přítel Monk, Tatík Hill a spol. a Sběratelé kostí. Je také výkonným producentem DVD Mikea Reisse Queer Duck: The Movie. Absolvoval Harvardovu univerzitu.

## Filmografie

### Scenáristická filmografie

#### DílySimpsonových
Je autorem či spoluautorem scénáře následujících dílů:
6. řada
- Bartovo děvče
- Springfieldská spojka

7. řada
- Líza bortí mýty
- Dvaadvacet krátkých filmů o Springfieldu
- Zuřící dědeček a jeho reptající vnuk

8. řada
- Zuřící býk Homer

#### DílyTatíka Hilla a spol.
Je autorem scénáře následujících dílů:
- Keeping Up With Our Joneses
- Husky Bobby
- The Wedding of Bobby Hill
- Escape from Party Island
- Transnational Amusements Presents: Peggy's Magic Sex Feet
- Hank and the Great Glass Elevator
- Pigmalion
- Dale Be Not Proud
- Arlen City Bomber
- Luanne Gets Lucky

#### DílyMého přítele Monka
- Pan Monk jde do nemocnice
- Pan Monk jde na módní přehlídku
- Pan Monk a zakopaný poklad

#### Jiné
- 1991: Top of the Heap (2 díly)
- 2002: As If (3 díly)
- 2002: Co nového, Scooby-Doo? (1 díl)
- 2004: A Scooby-Doo! Christmas
- 2009: The Goode Family (1 díl)
- 2012: Sběratelé kostí (1 díl)

### Režisérská filmografie
- 2007: Můj přítel Monk (1 díl)

### Producentská filmografie
- 1993–1998: Simpsonovi (99 dílů)
- 1997–1999: Tatík Hill a spol. (12 dílů)
- 2001: As If
- 2006: Queer Duck: The Movie
- 2006–2008: Můj přítel Monk (32 dílů)
- 2009: The Goode Family (13 dílů)
- 2010: Romantically Challenged (4 díly)
- 2011–2012: Sběratelé kostí (12 dílů)

## Ocenění a nominace

### Ocenění
- 1995: Primetime Emmy Award za vynikající animovaný pořad kratší než 1 hodina za díl Lízina svatba seriálu Simpsonovi
- 1997: Primetime Emmy Award za vynikající animovaný pořad kratší než 1 hodina za díl Homerova fobie seriálu Simpsonovi
- 1999: Primetime Emmy Award za vynikající animovaný pořad kratší než 1 hodina za díl And They Call It Bobby Love seriálu Tatík Hill a spol.

### Nominace
- 1996: Primetime Emmy Award za vynikající animovaný pořad kratší než 1 hodina za Speciální čarodějnický díl seriálu Simpsonovi
- 1997: Primetime Emmy Award za vynikající animovaný pořad kratší než 1 hodina za díl Square Peg seriálu Tatík Hill a spol.
- 1998: Primetime Emmy Award za vynikající animovaný pořad kratší než 1 hodina za díl Texas City Twister seriálu Tatík Hill a spol.